# La Nouvelle (Sherbrooke)

La Nouvelle est un ancien hebdomadaire distribué à toutes les portes de la ville de Sherbrooke de 1982 à 2015.

## Historique
1982 : La Nouvelle est fondée par Céline Maheu, Richard Gendron et Jean-Luc Mongrain. Elle a fêté son 25e anniversaire en 2007.
1986 : La Nouvelle est achetée par les Journaux Trans-Canada.
1999 : La Nouvelle intègre les bureaux de La Tribune, le quotidien local.
2006 : La Nouvelle remporte six prix lors des grands prix des hebdos du Québec dont celui de 2e meilleur hebdo au Québec.
2007 : La Nouvelle remporte à nouveau six récompenses lors du gala des Grands prix des hebdos du Québec dont celui de 2e prix pour l'hebdo de l'année.
2008 : La Nouvelle remporte plusieurs prix au gala des Hebdos du Québec dont la Bourse jeune reporter remportée par Jonathan Custeau.
2009 : La Nouvelle se distingue à nouveau lors des grands prix des Hebdos alors en remportant trois prix.
2010 : La Nouvelle bat tous les records aux grands prix des hebdos du Québec en remportant le titre d'hebdo de l'année au Québec, plus sept autres prix.
L'équipe de La Nouvelle est composée de Sonia Bolduc, rédactrice en chef adjointe, et de plusieurs collaborateurs pigistes.
2015 : La publication de La Nouvelle se termine de manière permanente à la suite de la dernière édition, publiée en décembre 2015.

## Distribution
De 35 000 copies en 1982, La Nouvelle distribue maintenant 50 000 exemplaires dans le grand Sherbrooke métropolitain. La distribution de La Nouvelle, est certifiée par l'office de la distribution certifiée. Cette certification est faite annuellement par la firme Samson Bélair Deloitte et Touche.